# Шериф
Шерѝф (на английски: sheriff) в редица англоезични държави е административно-съдебна длъжност в определени административно-териториални единици. Правата, задълженията и условията за назначаване на шерифите съществено се различават в зависимост от страната.

## Британия
В англосаксонския период от историята на Англия една от основните местни административни длъжности, назначавани от краля, е на представител на английската кралска власт по места - „рив“ (reeve). В графствата (shires) представителят на на кралската власт се наричал съответно „рив на графството“ – shire-reeve, от което съчетание, вече в Средновековна Англия, е произлязла думата шериф. Най-известният средновековен шериф е врагът на легендарния Робин Худ, шерифът на Нотингамшър - митична личност от епохата на Плантагенетите.
В съвременна Англия (част от Обединеното кралство) шерифът е главният представител на правителството в графството. Той се назначава с кралска грамота с едногодишен мандат и изпълнява административни функции, включително отговаряxur за полицията и за криминалните разследвания, надзирава организацията на парламентарните избори и изпълнението на съдебните решения. В Шотландия характерът на длъжността е друг, там съдията-шериф – главният съдия на графството – се назначава от монарха пожизнено (до края на живота си).

## САЩ
В САЩ шерифът на окръга (county), т.е. окръжният шериф е начело на полицията на окръга (департамент на шерифа, sheriff’s department). В съвременността терминът „шериф“ най-често се употребява именно с това значение. В много селски райони, особено в Южните щати, традиционно шерифът се възприема като по-влиятелна политическа фигура, отколкото администрацията на окръга.
Задълженията и взаимоотношенията между шерифа и полицията на щата съществено се различават в различните щати в САЩ. Най-общо, това са поддържане на правовия ред, борба с престъпността, подпомагане на правосъдието, изпълнение функциите на съдебен пристав, административно управление на окръжния затвор. Шерифите обикновено се делят на 3 основни категории:
- Шерифи с минимални права – отговарят за управлението на затвора, за транспортиране на затворници, осигуряване безопасността на съдебните органи, за връчване на призовки за явяване в съда и др. Провеждат аукциони по продажба на заложена недвижима собственост или конфискация на имущество по решение на съда.
- Шерифи с ограничени права – в допълнение към изброените по-горе задължения, изпълняват традиционни правоопазващи функции, като разследване на престъпления и патрулиране в своя окръг. Например, в Североизточните щати пълномощията на шерифа са значително ограничени. По-голямата част от дейността по опазване на правовия ред се осигурява от полицията на щата.
- Шерифи, изпълняващи всички правоопазващи функции, независимо от границите на окръга.
- Шерифът има т.нар. "помощник-шерифи" (deputy sheriff). Те са упълномощавани от него и техните длъжности са аналогични на длъжността зам.-началник на полицейския департамент.

На територията на САЩ има около 3500 офиса на шерифи. Най-големият шерифски департамент е в окръг Лос Анджелис, той наброява 8 239 служители. В повечето американски щати длъжността на шерифа е изборна, срокът на пълномощията е от 2 до 4 години. Той може да бъде отстранен предсрочно от нея, ако извърши аморална постъпка или длъжностно престъпление.

## Австралия
В Западна Австралия шерифи се назначават от 1829 г. като съдебни служители. Задълженията им включват и събиране на данъци и глоби.